# SCYL3
La proteína que se asocia con el dominio carboxilo-terminal de ezrin es una proteína que en humanos está codificada por el gen SCYL3.